# Brahim Abdoulaye
Brahim Daoud Abdoulaye (ur. 27 sierpnia 1976) – czadyjski sprinter, olimpijczyk, reprezentant letnich igrzysk olimpijskich w 1996. 

## Rekordy życiowe
| Dystans     | Rezultat | Miejsce      | Data       |
| ----------- | -------- | ------------ | ---------- |
| 60 m (hala) | 7,17     | Maebashi     | 7.03.1999  |
| 200 m       | 21,54    | Antananarivo | 4.09.1997. |